# Per Erik Aronson
John Per Erik Aronson, född 18 maj 1956, är en svensk keramiker.
Aronson studerade den estetiska linjen vid Kyrkeruds folkhögskola 1974-1975 och vid Högskolan för design och konsthantverk i Göteborg 1977-1981. Han har medverkat i ett otal separat och samlingsutställningar i Sverige och utomlands.
Han har utför offentliga utsmyckningsuppdrag för Bostadsbolaget i Arvika, Arbetsförmedlingen i Karlstad och Tolita nya skola i Kil.
Aronson är representerad vid Värmlands museum, Karlstads kommun, Årjängs kommun, Kils kommun, Bohusläns landsting och Värmlands läns landsting.